# Jezioro Rychnowskie
Jezioro Rychnowskie (Człuchowskie Wielkie / Wielkie Urzędowe) – jezioro rynnowe w Polsce, położone w województwie pomorskim, w powiecie człuchowskim, w granicach administracyjnych Człuchowa, na obszarze Pojezierza Północnokrajeńskiego.

## Morfometria
Powierzchnia akwenu wynosi 158,7 ha, a maksymalna głębokość 31,5 m. Linia brzegowa ma liczne zatoki. Na akwenie znajdują się dwie wyspy. Wschodnia nosi potoczną nazwę Wyspy Miłości, a zachodnia w środowisku wędkarskim bywa nazywana "wyspą kormoranów". Na dnie (piaszczystym i twardym, w zatokach pokrytym cienką warstwą mułu pochodzenia organicznego) istnieją górki podwodne.
Roślinność wynurzona zajmuje około 20% długości linii brzegowej i jest to m.in. trzcina pospolita i oczeret jeziorny. Część zachodnia i południowo-zachodnia jest częściowo porośnięta grążelem żółtym. Roślinność zanurzona zajmuje około 38 hektarów. Składa się na nią głównie: wywłócznik okółkowy, moczarka kanadyjska, rdestnica kędzierzawa i rogatek sztywny.
Otoczenie akwenu stanowią głównie lasy, co sprzyja występowaniu w strefie przybrzeżnej licznych ssaków: jelenia, sarny, dzika, zająca, lisa i wiewiórki. Teren zamieszkuje również wydra, piżmak, łasica, tchórz i kuna. W drugiej dekadzie XXI wieku obserwowano tu wzrost populacji kormorana czarnego i bielika. Inne bytujące tu patki to rybitwa, czapla, perkoz dwuczuby, nur czarnoszyi, krzyżówka, łyska, cyraneczka, łabędź i liczne gatunki gęsi. Ryby są reprezentowane przez okonia, szczupaka, leszcza, lina, węgorza, płocie oraz krąpia, karpia, sieję, sielawę, jazgarza, ukleję, miętusa, suma europejskiego, wzdręgę, karasia srebrzystego i pospolitego. 
Dzierżawcą akwenu jest Okręg PZW w Słupsku, a opiekunem łowiska Koło PZW w Człuchowie. Związek wdraża tu programy ochronne ryb. Wcześniej jezioro było przez dziesięciolecia intensywnie eksploatowane przez gospodarstwo rybackie.

## Infrastruktura
Wzdłuż północnego brzegu jeziora przebiega trasa drogi krajowej nr 22. Nad jeziorem znajduje się sezonowa plaża strzeżona i pole namiotowe.